# Silvius anchoricallus
Silvius anchoricallus är en tvåvingeart som beskrevs av Chen 1982. Silvius anchoricallus ingår i släktet Silvius och familjen bromsar. Inga underarter finns listade i Catalogue of Life.